# سیارک ۲۱۹۸۹
سیارک ۲۱۹۸۹ (به انگلیسی: 21989 Werntz، نامگذاری:1999XU20) بیست و یک هزار و نهصد و هشتاد و نهمین سیارک کشف شده‌است که در ۵ دسامبر ۱۹۹۹ کشف شد.
قدر مطلق سیارک برابر ۱۸.۶ است.